# 優梨まいな
優梨 まいな（ゆうり まいな、1995年5月31日 - ）は、日本のAV女優、モデル。LINX所属。AV女優引退後は「優梨マイナ」として活動していたが、2022年10月に「優梨まいな」へ名義を戻しAV女優として復帰した。

## 略歴
埼玉県出身。2017年10月、「『広告代理店で働く一般女性が変態ドMな性癖を隠しきれずに』AVデビュー」とのキャッチフレーズで、MOODYZ（ムーディーズ）からAVデビュー。AV女優としてはキカタン女優だったが、翌月から映画出演も経験。藤野乃亜役を務めた『未来の足音』は『めざましどようび』でもタイトルが取り上げられた。
2020年12月、アダルトビデオ芸人リボルバー・ヘッドが選ぶ「年間ヌキルバー大賞2020」を受賞。
2021年10月25日、自身のTwitterにてAV女優を引退し、今後はフリーランスに「優梨マイナ」として活動する事を発表。後述の復帰までは広告モデルや撮影会のモデルとして活動した。
デビュー5周年となった2022年10月25日、AV女優復帰を宣言。芸名も優梨まいなへと戻す。
2023年7月31日週FANZA動画フロアランキングにて、出演した『あの、プロ野球中継カメラに抜かれたガチ日●ハ●ファン美少女がAV出演! 球場に行けば80%の確率で抜かれるという美巨乳Gカップ少女が自前のきつねコスダンス衣装着て乳揺れ抜き抜き中出しエッチ』（NPJ）が1位を記録。同作は2024年1月29日週のFANZA動画フロアランキングでも2位まで急上昇した。2024年2月5日週FANZAレンタルフロアランキングでも同作が3位に浮上した。同作は2024年7月1日週FANZA動画フロアランキングにて再浮上し、7位となる。
2025年には「月刊VIBES」6月号で表紙を務めた。

## 人物
趣味・特技はバイクツーリング、絵を描くこと、鉄道、競馬、料理、書道、生け花、オナニー。好きな食べ物はトマトと魚。
2020年より北海道に移住しており、このときに北海道日本ハムファイターズファンとなる。

## 作品

### アダルトビデオ
- 広告代理店で働く一般女性が変態ドMな性癖を隠しきれずに自らの願望を叶えたいとオナニービデオを送って志願してきたのでAVデビュー!! 優梨まいな（10月25日、MOODYZ）
- 変態ドMな性癖を隠しきれずに自らの願望を叶えたいとオナニービデオを送って志願してきたド!ド!ドMの欲しがりパイパン性獣女! 優梨まいな 22歳 初真正ナマ中出し懇願! 気持ちよすぎて恍惚の笑みを浮かべるケタ違いの変態ドMモンスター現る!!（11月16日、SODクリエイト）
- 野心家痴女達の先進フェラチオ 〜過剰な奉仕心で次々産み出してしまう新技、軽々超えてしまう最高快感値〜（11月17日、SEX Agent/妄想族）
- 【SEXの女神】 自ら自慰動画を投稿! 天才ドスケベポテンシャルを見せつけザーメンをマ○コで飲みほすアッパー系変態娘（11月19日、チキチキカマー/妄想族）
- 男に弄ばれたいと願う従順女子●生 〜とびきり可愛い美少女に生中出し（11月24日、宇宙企画）
- プラチナ級 素人清楚妻による一生思い出に残り続ける優しい童貞筆おろし 4（11月24日、S級素人）
- 「私…乳首でイッちゃうんです…。」 乳首が性感帯の欲求不満美人若妻 セックスレスで悶々としている美人妻が勝負下着で敏感乳首を執拗にコネくり回わされ「私、乳首が一番感じるの…!」と連続乳首イキ!!（12月1日、DOC）
- ロケット巨乳 汗だく中出しセックス 優梨まいな（12月7日、Mr.michiru）
- 全国縦断 自転車ナンパSEXの旅 (千葉編)（12月8日、S級素人）※「Mちゃん」名義
- 悪の女幹部ヒロインなりすまし 優梨まいな 真木今日子（12月8日、GIGA）
- 「繋がる所とかスキ」とか言い出す鉄サーの姫（12月8日、BALTAN）
- 世間知らずのタダ乗りヒッチハイカーに生中出し!!（12月22日、BAZOOKA）
- ゲスの極み女子寮 レズ6組目（12月22日、フルセイル）
- おじさん1、2、3、4、5、6、7、8、9、10人 「レンタルおじさん」を呼んでガチハメしてみたwww 性豪ユー○ューバー まいな（12月25日、ビッグモーカル）
- ほろ酔い水着ギャルナンパ!（12月29日、プレステージ）

- 制服騙し（1月5日、ドリームチケット）
- 可愛すぎる隠れ巨乳ネットカフェ店員（1月7日、unfinished）
- 自宅のトイレを開けたら巨乳の姉が変なカッコでオシッコ中（1月11日、アイエナジー）
- デリヘル呼んだら数年前に寿退社したハズの職場のマドンナとまさかの再会! 「このことは内緒にしておくから」とアナル舐めさせギン立ちしたゲス男チ○ポで奥まで突き上げ高嶺の華だった人妻膣中に爆発射!  2（1月12日、SCOOP）
- 体育系大学に通う現役バレーボール選手! デカ尻変態ドM美少女 まい21歳（1月26日、ケー･トライブ）
- スゴイ!って言われる私のフェラチオ見て下さい。 〜思い思いのとっておき。共通するのは果て無きチ●ポ偏愛〜（1月19日、SEX Agent/妄想族）
- お昼休憩中のナース達に生中出し（1月26日、BAZOOKA）
- 『神・展・開!!』 5 偶然見かけた「目が奪われる瞬間」に、その後があるとしたら…。（1月26日、MAGIC）
- 私、実は夫の上司に犯され続けてます… 優梨まいな（2月1日、溜池ゴロー）
- 迷宮催眠 心理学専攻女子大生（2月1日、催眠研究所別館）
- 清純そうな顔してアヘ顏チ●ポ丸呑みクソビッチ（2月2日、ワープエンタテインメント）
- 今日も義父に玩具にされて…（2月2日、光夜蝶）
- 友カノの寝取り顔を黙って売ってます（2月2日、NON）
- 禁欲生活で覚醒した巨乳美女の童貞喰い（2月9日、BAZOOKA）
- 自画撮り パンチラ挑発（2月13日、アロマ企画）
- ふっくらしたお尻とぷっくりま○こに食い込み匂い立つパンティ 2（2月13日、アロマ企画）
- このデカ尻OLを堕としてハメ狂わせる 尻を振って中出しをオネダリしてくるまでイカセまくって理性を奪う（2月13日、ワンズファクトリー）
- ベロチュウ好きの優梨まいなの濃厚舐めまくりセックチュウ〜♡（2月13日、HERO）
- 誘惑若妻レズビアン 情欲濃厚接吻と猥褻性行為 優梨まいな 月本愛（2月22日、ヒビノ）
- 強制喉奥イラマチオハンドル 優梨まいな（3月1日、MOODYZ）
- やらしい癒し。 ふわふわおっぱいお姉さんの温もり感じるエッチ（3月1日、S-Cute）
- #制服が似合いすぎる美少女はボクのカノジョ Vol.007（3月2日、ONEZ）
- 私、脅迫されてます 美人専業主婦、孕ませ奴隷堕ち。（3月2日、光夜蝶）
- 快診の一撃 優梨まいな（3月2日、NON）
- 催淫カメラ（3月7日、山と空）
- ただ事じゃないエロさで話題の女! 即中出しOK→肉オナホ洗脳! 「私の穴、精液お便所に使って欲しいな…」（3月7日、ジェントルマン/妄想族）
- マゾ欲無限大! 先天性肉便器!寝ても覚めてもチ○ポチ○ポ! 恥ずかしがり屋のむっつりマゾヤリマンが快楽拷問で錯乱アクメ!（3月7日、えむっ娘ラボ）
- じっくりむにゅむにゅ乳首性交 神が与えし究極の性感帯… “乳首”をじっくりねっとり丁寧に愛で続けたい!!!  優梨まいな（3月9日、フルセイル）
- 部活帰りの娘がブルマ履いたまま制服で帰宅! パッツパツのデカ尻濃紺ブルマに発情した父が媚薬を飲ませると発汗してムレムレに!思わずチ○ポ挿入すると効果抜群過ぎて何度も仰け反り絶頂! 4（3月9日、V&R PRODUCE）
- 常にチ○ポを触ってくれるド変態痴女の手淫しながら性交 優梨まいな（3月13日、MOODYZ）
- デカパイ女子●生とちっぱい女子●生の学校こっそりレズえっち 優梨まいな 北川ゆず（3月20日、レズれ!）
- 侵入者 ～謎の中年男にNTRられ'ドM'が覚醒した巨乳妻（3月23日、人妻花園劇場）
- 美巨乳いもうと つるつるのパイパン（3月27日、K-Tribe）
- 地元のDQN達に彼女を奪われて何も出来ない僕。（4月1日、MOODYZ）
- 巨乳専門 逆7P性感エステ 泉ののか 宇多田あみ 神咲紗々 笹倉杏 橘メアリー 優梨まいな（4月1日、OPPAI）
- 乳首イクイク敏感美少女 優梨まいな（4月6日、ワープエンタテインメント）
- 痙攣絶頂サイレントレ×プ 助けを呼んで乱暴されたレッテルを貼られるのが怖くて声を押し殺して犯された広告代理店OL（4月7日、MOODYZ）
- 土下座セックス ～お許しください クレーム処理係～（4月13日、REAL）
- 肉尻100cmのシコい女 優梨まいな（5月24日、AKNR）
- 超・絶頂 優梨まいな（5月25日、REAL）
- 超硬フル勃起じゅぼフェラごっくん伝説 優梨まいな（6月1日、MOODYZ）
- 僕のねとられ話しを聞いてほしい アリとキリギリス的なNTR 世の中ナメた不正受給のナマポくんに寝盗られた堅実な妻（6月7日、JET映像）
- 「一度でいいから揉んでみたい!」 黒パンスト穿いた制服姿のデカ尻娘に父が睡眠薬を飲ませて、夢の豊満尻を堪能し何度も中出し!（6月8日、V&R PRODUCE）
- 大好きなカノジョをハメ撮りしちゃいました。色白美女が素直なキモチをさらけ出す濃密な情事（6月13日、S-Cute）
- 羞恥 新入生発育健康診断 2018初夏（6月21日、サディスティックヴィレッジ）
- はだかの家政婦 全裸家政婦紹介所 優梨まいな（7月1日、プラネットプラス）
- ボディストッキングがはち切れる! 巨乳・巨尻が肉厚マ○コで吸い取る精子 小悪魔編 優梨まいな 真田美樹（7月12日、Mr.michiru）
- 女子マネージャー痴漢 〜野球部、バスケ部、サッカー部〜（7月12日、ナチュラルハイ）
- オカされ上手の河合さん（7月13日、無垢）
- 嫁の連れ娘を肉便器調教（7月13日、REAL）
- 地方発 東京女子大生ワケあり裏バイト Vol.001（7月13日、S級素人）
- 人間牧場（7月27日、TMA）
- まいなの体内に258発の媚・薬・濃・縮精液注入（8月1日、ワンズファクトリー）
- 都内お嬢様女子校の田舎で行われた水泳部合宿に潜入! きらめく星空の下でたっぷりとナマ中出しレ○プ! ウブで新品同様のオマ○コをコンクリ破砕ドリルバイブでトドメ刺しアクメ! 2（8月1日、サディスティックヴィレッジ）
- 女優に「どんなフェラチオをすればいいかわかんないぃんで実演して見せてくれません?」と言われあわてた監督に「お前、脱げ… 監督になる為の登竜門だぞ」と言いくるめられ嫌々チ○ポをしゃぶったあげく中出しSEXまでされても最後は泣き寝入りするしかない（8月1日、サディスティックヴィレッジ）
- ROCKET10周年記念作品 マイクロビキニでドキッ! 巨乳20人! 水泳大会 2018 真夏のエロ水着とおっぱいの祭典!巨乳20人がプールでガチンコエロバトル!!（8月9日、ROCKET）
- 採精室で巨根患者と2人きり! 僕のチ○ポに興味津々の美少女看護師は精液検査で射精（手コキ/フェラ/SEX）のお手伝いも拒まない 完全主観Ver.（8月9日、DANDY）
- 小悪魔S女が声を出せない状況で痴女ってくる!（8月19日、M男パラダイス）
- 接吻レズビアン 卑猥なクチビルと舌で快楽を貪り合う若妻たち 永井みひな 優梨まいな（8月23日、ヒビノ）
- えっ?こんなことしてたの? 本編の裏側でスタッフや裏方さんを痴女責め誘惑 巨乳20人!水泳大会の裏側でド痴女エロドッキリ大作戦 優梨まいな 橘メアリー ひなみれん 椎葉みくる 月宮こはる 羽生アリサ（8月23日、ROCKET）
- 妄想アイテム究極進化シリーズ セクハラ、パワハラ専用瞬間記憶消去フラッシュ ドスケベな権力者にオススメ! これさえあれば部下の女が泣こうが喚こうがハラスメント天国!! 優梨まいな 羽生ありさ 長友麻衣美（8月23日、ROCKET）
- 痴漢師に服の中で乳首をイジられ敏感すぎて抵抗できない美乳女（8月23日、ナチュラルハイ）
- エルフの住む森へようこそ! 優月まりな 優梨まいな 月本愛（8月24日、TMA）
- 美大生のプリケツ娘 優梨まいな（9月1日、プラネットプラス）
- 妄想アイテム究極進化シリーズ 憑依チューバー # 2（9月6日、ROCKET）
- 精液採取専門 爆吸引・丸呑み のどじゃくり病棟 VER5.0.0（9月6日、SODクリエイト）
- 雨に打たれながら痴漢師に乳首をいじられ続けS字反りイキする敏感巨乳女子○生（9月6日、ナチュラルハイ）
- レズテクNo.1決定戦 台本なしのイカセ合いバトル! DOCUMENT LESBIAN 2018 Season.2 大槻ひびき 小谷みのり 浜崎真緒 愛里るい 澁谷果歩 佳苗るか 高杉麻里 優梨まいな（9月7日、ビビアン）
- 優梨まいな、まるっと4時間ほられっぱなし（9月7日、NON）※単体ベスト
- 停電中の3分間に近親接吻! 暗闇で無理やり唇を奪われた興奮が忘れられず接吻セックスを求める息子の嫁 VOL.1（9月20日、DANDY）
- 恐怖で振り向けない背後から指が徐々にマ○コに近づく尻ワレメ痴漢で興奮し腰を前後に振りだす発情女（10月11日、ナチュラルハイ）
- 変態ロリコン倶楽部 優梨まいな（10月5日、h.m.p）
- 絶頂イキ潮 ガブ飲みレズビアン 優月まりな 優梨まいな（10月7日、ビビアン）
- 女として全く意識してなかった年上女性に僕のメンズ服を着せたら、パンチラ胸チラが見えまくってしまい我慢できずに襲って妊娠率99％の濃厚年下ザーメンたっぷり中出し!（10月19日、かぐや姫pt/妄想族）
- 兄ならアイドル妹の裸当ててみて! 孕ませドッキリLIVE編（10月25日、ROCKET）
- マジックミラー号 ハードボイルド 現役ナースさんを「あなたと同じ病院のインターン医師ですが先進治療の被験体になって下さい」と言ってナンパ 触診と称してお尻の穴に指を突っ込んでアナルVスポットを刺激! 人生初のアナル潮を吹きまくったナースさんはそのまま中出しSEXしてしまうのか!? 2（10月25日、サディスティックヴィレッジ）
- 渋谷のクラブで真正本物中出し大乱交ハードコアパーティ!!!! vol.2 三浦あや 愛里るい 浅美結花 優梨まいな ましろ杏 真木今日子（11月22日、SODクリエイト）
- 絶対本番出来る生中出し風俗嬢 優梨まいな（11月26日、MAX-A）
- 「カップル限定」マジックミラー号の中で、自慢の彼女を「寝とって」真正中出し! 18（12月6日、SODクリエイト）
- ナチュラルハイ年末スペシャル 敏感 （恥） 巨乳痴漢 2018 撮り下ろし2枚組 10人全員SEXver.（12月6日、ナチュラルハイ）
- あなたのチ●ポ洗います。素人アルバイト8人（12月7日、かぐや姫Pt/妄想族）
- 変態ロリコン倶楽部 無垢な美少女4人のエッチな性態（12月7日、h.m.p）
- ショーパンの下はノーパン!?無防備にマンチラ・マンスジを見せつける家族に我慢できずに生ハメ中出し!（12月19日、かぐや姫Pt/妄想族）
- 集団唾イジメ タンツボ少女 優梨まいな（12月20日、RADIX）
- タンポンちゅーちゅーおしっこ 6人の美女たちのおしっこチューチュー吸ってごっくん!（12月20日、RADIX）
- 緊縛中出し10連発 極悪面接で騙されたムッチリ若妻（12月28日、REAL）

- アナル舐めてもいいですか? お尻で悶絶する素人娘（1月7日、かぐや姫Pt/妄想族）
- むちむちデカ尻 神ブルマ 優梨まいな ロリ美少女から人妻、ぽっちゃり娘達にピチピチブルマ & 体操着を着せ、ハミパン、ムレムレワレメなど毛穴まで見えるほどの超ドアップ接写! さらに尻コキ、着衣お漏らし放尿やブルマぶっかけ、生中出し等ブルマ好きに送る完全着衣フェチAV（1月10日、親父の個撮）
- 満員電車で周りを無意識に挑発する美尻女はタイトスカートにぶっかけられ発情するまで何発? VOL.1（1月10日、DANDY）
- 町内会INレズバトル 一ノ瀬梓 羽生ありさ 優梨まいな 七瀬あいり（1月24日、サディスティックヴィレッジ）
- 媚薬バイブを挿れたまま喉奥イラマで理性を失い腰をくねらせイキまくる巨乳女（2月7日、ナチュラルハイ）
- 洗体 女性の体をただただ洗う（3月1日、OFFICE K’S）
- 禁断介護 小早川怜子 優梨まいな（3月7日、グローリークエスト）
- ホームシック寂しんぼう幼馴染と密着添い寝で勃起!! 3つ上の幼馴染が上京して早1年。彼女は今、東京でOLをしています。ボクは今年受験で東京の大学を目指す為に試験の間、彼女の家に泊めてもらうことになりました。1年しか経ってないのに彼女は大人びていてかなり美人になっていたし、ボクに気を許しているのか家の中ではかなり無防備で着ているルームウェアもノーブラ状態! 風呂上がりもバスタオル一枚だったり、かなりドキドキ!! 昔話に花が咲き、さあもう寝ようとしたら、ホームシックで寂しいから一緒に寝てほしいとお願いされた。ずっと会いたかったと抱きつかれ添い寝状態で幼馴染の体がボクに密着!! 当然たまらずボクはフル勃起! 体に突き刺さる勃起チ○ポに気づいた幼馴染は嫌がるどころか大興奮! 「このままじゃ寝れないよね」と勃起チ○ポに貪りつき「好きにしていいよ」と何でもヤラせてくれました。（3月7日、Hunter）
- 即ハメ痴漢 8（3月7日、ナチュラルハイ）
- むちむちニーハイ絶対領域とデカ尻で誘惑する制服美少女 優梨まいな（3月22日、宇宙企画）
- 孕ませ近親相姦 5 兄に肉便器にされた妹 優梨まいな（4月11日、Mr.michiru）
- 上下左右チ○ポで囲まれる中、愛しの彼氏のチ○ポを当てろ! ～もし間違えたら彼氏の目の前で他人棒4連続輪姦発射!～（4月11日、SODクリエイト）
- パイズリ痴漢 温泉旅館で火照った谷間マ○コにチ○ポを挿入され赤恥イキする巨乳女（4月11日、ナチュラルハイ）
- 視姦羞恥 撮影会で仕組まれた罠! 激震マッサージ機に跨がり「サイレントイキ」する素人モデル（4月11日、サディスティックヴィレッジ）
- お尻すっごい!! 優梨まいな（4月20日、MARRION）
- 即べろキス襲激 すっぴんになるほど顔舐めされ従順になり下がる職女（4月25日、ナチュラルハイ）
- マンションの同じ階に住む可愛いソソる巨乳女子! 声をかけたくてもかけられない臆病なボクだけど、ある日その女子が玄関前で泣いている場面に遭遇!! 勇気を出して声をかけてみたら彼氏にフラれたらしくボクに泣きついてきた!? さらに女子から慰めて欲しいアピール! これはチャンス! 部屋に連れ込むと… まさかのチ○ポをねだってきて想像を遥かに超えるド淫乱SEXを求めてきた!!（5月9日、SOSORU×GARCON）
- CA飛行機痴漢 5 豪華版 中出しスペシャル 総勢19人総集編付き2枚組（5月9日、ナチュラルハイ）
- 混浴温泉で乳首をしつこく刺激する乳吸い責めに欲情した女は湯しぶきを立てないスローピストンの快感で中出しを拒めない 2（5月9日、ナチュラルハイ）
- 聖美少女アマゾネス拷問 ～美麗最強女戦士の惨すぎる処刑～ Episode-5:圧倒的な力を秘めた無敗ファイター 凶悪淫獣の残忍なる女体嬲りに哭く（5月13日、Baby Entertainment）
- ツンづらガマン顔とエクスタシー顔（5月13日、アロマ企画）
- 乳首責めっ放し人妻レズエステ Vol.2 新性感開発オイルサロン（5月15日、ピーターズ）
- おさせ -誰とでも寝る人妻たち-（5月31日、REAL）
- ナチュラルハイ20周年記念作品 生中痴漢OK娘 絶対NGの極上娘を連日痴漢で大量中出しまでOKさせろ（6月6日、ナチュラルハイ）
- 病院の待合室で診察を終えて出てきたミニスカ娘の様子がおかしい… 何かの薬でぼーっとしているのか、かなりフラフラ＆無防備にパンツ丸出し! 隣に座り、もたれかかってくる彼女のオッパイの感触にソソられ我慢の限界! いけないと思いつつ廻りに誰もいないのを良い事に「大丈夫?」なんて心配するフリして人気のない所に勃起状態で連れ込むとと… ハイ状態に覚醒した彼女と激エロオ○ンコできちゃいました!（6月6日、SOSORU×GARCON）
- 出張先の手違いで巨乳の同僚とまさかの相部屋になってしまった僕。無防備すぎる状況に興奮が抑えられずにそのまま… 夜這い!（6月14日、SCOOP）
- 優梨まいなとガチ飲み 泥酔媚薬痴態（6月21日、プレステージ）
- 全国裏風俗紀行VOL.5（7月5日、プレステージ）
- 変態ストーカーに強制淫行された巨乳女子学生 優梨まいな（7月12日、NAGIRA）
- 【完全主観】プルルンおっぱいとキツキツま●こと濃厚SEXで町おこし! 巨乳SEX観光大使のお仕事 逢沢りいな 岬あずさ 羽生アリサ 優梨まいな（7月12日、BAZOOKA）
- 「もしかしてこのデリヘル嬢お姉ちゃん!?」 風俗で働く姉を発見した童貞弟がガチで姉を指名! 戸惑う姉とのプレイ中に童貞告白でまさかの筆卸し生挿入 & 生中出し! 興奮しすぎて何度も種付け中出しする本物姉弟のリアル近親相姦盗撮 3（7月25日、Mr.michiru）
- 通学バスで尻を鷲掴みされても気持ち良すぎて抵抗出来ない巨尻女子○生はじっくり揉まれてから10分後にマン汁を垂れ流す VOL.1（8月22日、DANDY）
- 親族内背徳の孕ませ不妊治療スワップ 優梨まいな 乃木ちはる（8月25日、AVS collector’s）
- 旦那以外のチ○ポでイキ狂うムッチムチFカップ美肉若妻を乱交生ハメたっぷり中出しファック!!（9月1日、美人魔女/エマニエル）
- 親に隠れてこっそり兄妹近親相姦 親の前ではわざと兄妹ゲンカ! しかし、実は兄妹以上の関係で2人きりになるとすぐに近親相姦セックスを始める! 11（9月7日、ゴールデンタイム）
- アリバイ対策完璧の人里離れた会員制温泉旅館で密に交わる W不倫カップル観察記録（9月13日、S級素人）
- M女唾イジメ（10月10日、RADIX）
- 満員バスで背後から制服越しにねっとり乳揉み痴漢され腰をクネらせ感じまくる巨乳女子○生 8（10月24日、ナチュラルハイ）
- 激レア素人ちゃんを連れてきた。vol.10 国内唯一の舌ヨガ講師・いあんさん (34歳)  & 大手旅行会社の社長秘書・まいなさん (26歳)（10月25日、激レア素人ちゃん/妄想族）
- 断りきれない極小水着撮影会 香苗レノン & 優梨まいな（11月7日、パコパコ団とゆかいな仲間たち/妄想族）
- 観客は高校時代の同級生 逆転マジックミラー号「素人娘たちの大胆SEXを生で見たくないですか?」大人数に見られているとは知らずに激イキ姿を大胆に披露! パート4 掟破りの同窓会編（11月7日、SODクリエイト）
- 一般男女モニタリングAV 巨乳素人女子大生がタオル1枚でサウナの男性客のチ○ポ連続ヌキに挑戦! フル勃起チ○ポに囲まれ恥じらいながらもオマ○コが濡れてしまった女子大生が汗だく中出しSEX! 総発射36発!（11月7日、DEEP'S）
- エゲツナイほどセクシーな営業女子が俺一人しかいない部屋に訪ねて来た! そのあまりのエロさに気を許してしまい、ついつい部屋に入れてしまったら… 俺の下心が見抜かれたのか商品説明も適当にエロアタックの嵐!! パンツを見せながら寄りかかり息が掛かるほど顔を近づけて欲求不満をアピール! 思わずソソられ俺がモッコリしたのを良いことにズボンの上から握り締めてきた!? こうなったらヤケクソだ! シヌホドヤッテヤッテやりまくりました!!（11月21日、SOSORU×GARCON）
- 催眠凌辱 下巻 優梨まいなVS催眠術師RED 催眠人形奴隷（11月25日、催眠RUSH）

- 初めてのSEXの日、服を脱いで露わになる彼女のカラダ（1月17日、ヒメゴト）
- バレないようにこっそり見せつけ こっそりドキドキパンチラ挑発（1月25日、アロマ企画）
- 現代肉欲劇場 義父と娘（2月1日、FAプロ）
- 【お嬢様の変態願望】生徒会長をつとめる知的女子は、女性の大きなおっぱいを想像してオナニーするほど妄想好き。レズへの本格的な目覚め!? 上品な雰囲気からは想像できないほど淫らに下品に… そしてこのいやらしい剛毛おマ○コ。（2月6日、ひよこ）
- ウチの会社では女子○生をアルバイトで雇っている! 意外と真面目に働いてくれるのですが… パンチラ連発にソソられ勃起がおさまりません!! 「勃起してるのによく言えるね!」と痛いところを突かれ逆にチ○ポをイジってきた!? さらに援助をおねだりしてきたのでOKすると女子○生自ら挿入してきたので、こちらも激しくピストンしてあげました!!（2月20日、SOSORU×GARCON）
- 義母という名の女（3月1日、FAプロ）
- まいな女王様の調教部屋（3月13日、サロメ）
- FAラブホテル 大人の交際ポルノ（3月13日、FAプロ）
- 素晴らしき 女のおけつ（3月13日、FAプロ）
- 家庭内の至る場所で義父にアナルを仕込まれる美人嫁 優梨まいな（4月2日、グローリークエスト）
- 巨乳女子プロレスラー優梨VS最狂線痴漢軍団（4月9日、ROCKET）
- ディープキス手コキ II（4月16日、グローリークエスト）
- 土下座して謝るOLに追い打ちFUCK 5時間（4月24日、REAL）
- コスプレ・ストリップ・ダンス・ショー（4月25日、1113工房/妄想族）
- 緊急停止エレベーターに 閉じ込められた二人 優梨まいな（5月1日、h.m.p）
- 制服少女 in NTRマジックミラー号女子○生限定おっぱいモミモミ我慢ゲーム（5月8日、SODクリエイト）
- 剛毛・無毛制服美少女レズビアン ～ハレンチ恥ずかしドテくらべ～ 優梨まいな 浅倉真凛（5月13日、U&K）
- 【完全主観】癒しの微笑み 巨乳カウンセラーの早漏克服クリニックへようこそ!! 八乃つばさ 如月夏希 三原ほのか 優梨まいな（5月15日、BAZOOKA）
- 【ガチ素人】オッパイが大きいOLさん限定ナンパ! 形のいい巨乳と癒しのオーラをまとっているOLさんに童貞くんの悩み相談! 優柔不断な巨乳OLは筆おろしを懇願されたら拒めない! オッパイをブルンブルン揺らしながら筆おろし250分SP（5月15日、S級素人）
- 性交渉不能の夫の代理セックス 妊娠目的スワップ（5月25日、ながえスタイル）
- 姪と叔父の制服性交 優梨まいな（7月7日、K-Tribe）
- うちのいもうと 2（7月9日、グローリークエスト）
- 俺をバカにする女に復讐イラマチオ（7月9日、AKNR）
- お触り厳禁の洗体エステで超ミニスカ美人エステ嬢に我慢できずこっそりタッチ! 当然、拒絶され落ち込んでいたら隣からエッチな喘ぎ声が聞こえてきて…（7月19日、Hunter）
- 童貞を捨てたい絶倫息子に生ハメされ漏らしイキ! 理性を失い奥突きピストンをねだる年下義母（7月23日、ナチュラルハイ）
- 初恋相手と今の彼女を同時に犯された僕 【やっと手を繋いだ今の彼女】と【手を触れたこともない初恋相手】のセックスを目の前で見せつけられる究極のNTR 優梨まいな 逢見リカ（8月1日、MOODYZ）
- ベロチュー大好き変態デカ尻スク水女子校生ぶっかけ倶楽部（8月7日、デジタルアーク）
- 真夏の女子寮でクーラーが壊れたら… JD4人が汗だくで濃厚レズビアン 八尋麻衣 七菜原ココ 愛里るい 優梨まいな（8月7日、ビビアン）
- 「そんなに締めつけたらまた中に出ちゃうって…」 義妹の尻突き出し縦四方固めピストン騎乗位でマ○コから精子があふれるほど連続中出し!!（8月7日、Hunter）
- パイパンマ○コのお堅い塾講師はGカップ 優梨まいな（8月11日、K-Tribe）
- 麗しい巨乳和美人がおもてなしする超高級浴衣ヘルス 其の三（8月14日、BAZOOKA）
- 肉弾団地妻 マンネリ夫婦たちが行うスワッピングセックス互助会 凛音とうか 横山夏希 優梨まいな（9月3日、グローリークエスト）
- ついに発見!! 世間から忘れ去られた過疎地でひっそりと営業する究極のちょんの間では時間無制限、中出しオプション標準装備で精子が果てるまで連続射精が体験できるらしい!! 徹底SCOOP!! 第3弾（9月11日、SCOOP）
- 「えっ!? おっぱい丸見え?」 エアコンが壊れ我が家はサウナ状態! 扇風機で暑さを凌ぐ義姉の汗だくノーブラモロ見えおっぱいに勃起しまくっていたら…（9月19日、Hunter）
- 温泉の湯船にプカプカ浮かぶ桃尻に思わず勃起したら… 青年チ○ポに感じ過ぎて尻振りが止まらないセックスに飢えた若妻たち（9月24日、DANDY）
- 優梨まいなの歯と噛みつきシリーズ（9月25日、口内・噛みつき・歯フェチマスター）
- 『ヤダびしょ濡れ!』 ゲリラ豪雨で買い物帰りの義姉のTシャツがびしょ濡れ! 近所で油断したのかまさかのノーブラ! 濡れたTシャツから乳首が透けて…（11月7日、Hunter）
- 押しに弱そうなショップ店員と試着室にパンツの裾上げで2人っきり自慢のデカチンを出して勃起させると気になってもう目が離せない!! お客様… 困ります… ここはそんな所じゃ…。（11月13日、SCOOP）
- 純情接吻レズビアン レズカップルのいやらしすぎる同棲性活 優梨まいな 彩葉みおり（11月26日、ヒビノ）
- 凄乳パイズリで一滴残らずザーメンを搾り取るご奉仕挟射（12月3日、グローリークエスト）
- 朝帰りの鍵を無くしたデカ尻お姉さんたちが僕の部屋で休ませてと押しかけて来た!! Hなお姉さんたちのはみ出したデカ尻にもう我慢できない!?（12月10日、SWITCH）
- 圧倒的没入主観! 男を拘束×杭打ち騎乗位×連続イキ 魅惑の騎乗位ロデオ痴女（12月11日、BAZOOKA）
- 史上最高レベルにかわいい素人10名完全撮り下ろし永久保存版! 奥までズッポリ絶倫ピストンディルドオナニー 6（12月11日、S級素人）
- M男を脚ガクガク痙攣させる立ち鬼責め痴女お姉さん（12月19日、M男パラダイス）
- 2穴同時指入れアクメ痴漢 2（12月24日、ナチュラルハイ）
- 奥さん、一緒に飲みませんか? 人妻にお酒とザーメン飲ませてみました @新宿 地方の人妻限定 巨大バスターミナル前で訳アリ人妻をナンパしてみた 7（12月26日、ビッグモーカル）

- 痴女歯科衛生士のゴム手袋手コキ マゾ射精CLEANING! 3（1月19日、MEGAMI）
- 地味なオフィス事務員はM男殺しなペニバン痴女様でした。（1月25日、MEGAMI）
- 魔の媚肉激震貫通マシーン Part2 秘奥の深層に至るまで凄絶な波動で突き上げる残酷装置に もがきながら為す術なく昇天し続ける7名の哀しき敏感女体（2月13日、BabyEntertainment）
- 初レズ素人限定潮吹かせ選手権1000cc噴出チャレンジ 2（2月19日、レズれ!）
- 大学生と付き合う同級生が羨ましくて… 同級生が家に帰っている間に、その彼氏と夢中でヤリまくった一泊二日。百瀬あすか（3月7日、BeFree）※主演は百瀬あすか。優梨まいなは同級生役で出演。
- 暴虐蕩揺放置デビル・シェイカー 腹部強制痙攣×秘唇固定電マ×胸部淫猥吸引=女体制御不能昇天（3月19日、Baby Entertainment）
- 完全主観 バーチャル淫語ベロチュー（4月1日、ゑびすさん/妄想族）
- 香り立つ雌臭嗅ぎあいレズビアン（4月19日、ゑびすさん/妄想族）
- 感度爆上がり乳首性感レズエステ（6月1日、ゑびすさん/妄想族）
- 『もっと突いて! もっと激しく! お願い全部忘れさせて!』 自暴自棄になった若妻が情熱的なセックスで快楽堕ち懇願! 見知らぬ男とのセックスに溺れた日（6月7日、Hunter）
- 理性崩壊くすぐり地獄エクスタシーレズビアン（6月19日、ゑびすさん/妄想族）
- 「触って慣れてみる?」 些細なことで勃起してしまい普通に生活できないボクを心配した女子（家庭教師、義姉、幼馴染…）と過勃起克服訓練していたら…（6月19日、Hunter）
- ベロ全開唾液レズ接吻 2（7月1日、ゑびすさん/妄想族）
- 蒸れて汗ばんだレギンス臭嗅ぎ舐めレズ（7月19日、ゑびすさん/妄想族）
- レズ密着 ネコとタチ 愛欲のしたたり12人（8月1日、FAプロ）
- 強催眠中毒 彼女の領域 -シン・エリア-（8月13日、ヒプノシスラボ/妄想族）
- 濃厚接吻 同棲レズカップルは朝から晩まで発情中! イチャラブ・レズセックスでイカセ合う 高梨有紗 優梨まいな（8月26日、ヒビノ）
- ドM願望の幼馴染の女の子（9月7日、BALTAN）
- こじらせ美女のSEXブイロガーが逆ハメ撮りで爆発クラスター 逆ハメ撮り ブイロガークイーン（9月7日、桃太郎映像出版）
- 超きわどい露出系ファッションとSEX特化型デカ胸と恵尻 ゆうかGカップ（9月14日、椿鳳院）
- 鉄板! 初降臨! 優梨まいなの巨乳ギャル怒涛の快楽で覚醒! 鬼フェラ鬼ピストン汗だくぶっかけ体液まみれSEX（9月21日、TEPPAN）
- プロサポガール【優梨まいな】超絶淫乱イイ女の誘惑に抗えずスッカラカン「そんなに私とシたいなら…い～～～～っぱい…お金ちょうだいね」（9月21日、ABC/妄想族）
- 全裸メンズエステ 白金台店（9月21日、SEX Agent/妄想族）
- 入院中にオナニーしようとしたらナースが邪魔しに来る!? 金玉パンパン、我慢させられ、食べ頃になった俺のチ○ポ。デカ尻で誘惑して、パクッと食べて大量ザーメン発射に歓喜のエロナース!!（9月23日、SWITCH）
- キャンプ場でリモバイを入れられホットパンツから滴るほど失禁イキしてしまう美脚ギャル（10月7日、ナチュラルハイ）
- じぃさんの舐め廻し乳揉み痴漢で感じてしまった巨乳女 3（10月21日、ナチュラルハイ）
- 姉のヤリマン友達と2人きり 童貞の僕を見透かして「私とエッチしない?」と誘惑挑発 断れないラッキー神展開SEX筆おろし（10月26日、SCOOP）
- 【マジックミラー号25周年記念作品】「カップル限定」マジックミラー号の中で、自慢の彼女を「寝とって」中出し! 令和最強美女6名撮り下ろし + 厳選した6名の総集編付き2枚組8時間SP（11月11日、SODクリエイト）
- 会社に内緒でランチタイムに援●SEXで金を稼ぐ美人OLに生中出し 05（12月14日、BAZOOKA）
- あなたごめんね デカパイ奥様はセックスがお好き。旦那にもしてない人妻テクでチ●ポイカせちゃいます!（12月28日、AV）

- 赤面素人さんに ビキニ素股でローション使って超ヌルヌルにしたらビン勃ちチ●ポがぬるんと入って計画的アクシデントで生中SEX出来ました（3月28日、SCOOP）
- 予約半年待ちリピ率100% 某メンズエステ店 密室 × 密着 イキ過ぎた禁断サービス 11 ～とろふわホイップ泡洗体編～（4月7日、DOC）
- エモい制服美少女はどんなセックスをするのか。02（4月11日、BAZOOKA）
- 侵入者に媚薬まみれのディルドオナニーを強要されイキ狂う女子大生（6月22日、ナチュラルハイ）
- 旦那以外で濡れる地方若妻まいなさん函館在住25歳 路チュー指フェラ焦らしの匂わせ誘惑、SNSで話題沸騰のキス神妻と舐め生SEX（7月1日、OFFICE K’S）
- あの、プロ野球中継カメラに抜かれたガチ日●ハ●ファン美少女がAV出演! 球場に行けば80％の確率で抜かれるという美巨乳Gカップ少女が自前のきつねコスダンス衣装着て乳揺れ抜き抜き中出しエッチ（7月4日、ナンパJAPAN）
- 隠匿スケベ女子2名確保「クール女子装ってますけど毎日エロ妄想しかしてないマ●コです」 ～ポケット突っ込みコソオナ書道師範痴女まいな/ツンデレヤンキーは「ごめんなさい」イキ連呼オナホM女もも（7月25日、うさぎ/妄想族）
- 2段階NTR 1, 弱みを握った男に彼女とのハメ撮り映像を献上させる。 2, その後、断れない彼女を無茶苦茶ハメる。 杉並区で同棲1年半、化粧品メーカー勤務 まなさん (28)（8月24日、SODクリエイト）
- 普段は真面目で目立たないオンナはど変態! ドスケベお下品妄想が止まらない! 地味ビッチ娘～脳イキでキメセク雌堕ち!～03（9月1日、ONE MORE）
- SNSで流出炎上したバカッター歯科医の昏睡麻酔イタズラ映像（9月26日、SEX Agent/妄想族）
- 尻肉と肛門パラダイス（9月26日、1113工房/妄想族）
- 突然の雷雨でズブ濡れでブラジャー & パンツがスケスケ状態!の兄嫁にフル勃起! スーパーの買い物帰りに突然の雷雨でずぶ濡れで帰ってきた兄嫁。（10月31日、Hunter）
- 誰とでも定額挿れ放題! 月々定額料金さえ支払えば団地内の人妻やら学生やら誰にでも挿れ放題! 月々の料金さえ払えば団地内の人妻やら学生やら誰にでも挿れ放題!（10月31日、Hunter）
- 「もうイってるから許して!!」 家事代行サービスで派遣されてきた 美人スタッフのエロ過ぎるデカ尻に即挿れ!! 杭打ちピストン中出し18発射!!!（11月3日、DOC）
- 倉庫勤務中でも拒めずやらせてくれる地味巨乳パート妻は騎乗位になると物凄いこねくり腰で中出しをせまるエロ狂いに豹変（11月9日、ナチュラルハイ）
- 向かい部屋の人妻エステ クズキモ隣人の終わらない種付け汚チ○ポ調教に身体が疼いて… 優梨まいな（11月28日、ダスッ!）
- 女監督が撮る! 女の子たちのアナル観察 おま○こもあるよ!（11月28日、アロマ企画）
- 『ちょっと開放的になって…』 ソロキャン女子とヤレる確率99%! ほろ酔いソロキャン女子は寂しいワケ有り女子ばかりで入れ食い状態! 数珠繋ぎSEX!（11月28日、Hunter）
- 女性専用アパートの大家兼管理人となったボク! 欲求不満だらけのお姉さんたちは常にボクのチ〇ポを狙って気が付いたらいつの間にかヤリチン中出し生活!（11月28日、Hunter）
- 唾液滴る肉厚舌で挑発する淫乱美女（12月5日、ゑびすさん/妄想族）
- 隣の変態大家におっぱいを揉まれ毎日犯されてます 優梨まいな（12月12日、unfinished）
- フルバックパンティの敏感すぎる着衣尻やマ○コのワレメにチ○ポを擦りつけて射精する（12月19日、アロマ企画）
- 野球観戦が終わって…終電を逃して仕方なく温泉旅館に宿泊。朝まで10発ザーメンホームラン乱れ撃ちSEX 優梨まいな（12月26日、マッシュルーム/妄想族）
- 「おばさんだけど私にもう一度おち○ちんの味… 思い出させて欲しいの!」チ○ポの味を忘れるくらい、全くエッチしてないセックスレスで欲求不満淑女!（12月26日、Hunter）

- 男に媚びず射精を管理して立場を理解させる淫腕OL 優梨まいな（1月9日、BALTAN）
- 「家族風呂なんて10年ぶり」姉弟が照れ照れ混浴温泉!? 「お姉ちゃんのおっぱい見ても興奮しないよ」強がっても洗いっこしたら弟フル勃起しかも童貞発覚（＾＾；）お姉ちゃんも彼氏がいるのに弟デカマラに赤面発情祝姉弟で生ハメ中出し筆おろし（1月12日、赤面女子）
- 淫臭嗅ぎ合いアクメレズ（1月23日、ゑびすさん/妄想族）
- 神乳 現役看護師さんとイチャラブ体験（1月23日、HALENTINO/妄想族）
- チュニック × ニーハイソックス絶対領域プレイマニア（1月25日、フェチ眼）
- 足舐め奉仕しながらもオナニーの手は止めない女の子たち（1月30日、アロマ企画）
- 『あなただけですよ…』沼落ち確定！何度もヌイてくれる人妻回春エステ! 1回イッただけじゃチ○ポを離さない! 追撃バキュームで復活チ○ポ即再挿入! 禁止なはずの本番行為でイキまくり!!（1月30日、Hunter）
- 拘束スローピストンレイプ5 ゆっくり生チ○ポを挿し込み中出しまでの反応を楽しむ鬼畜オヤジに犯された女 増量SP（2月8日、ナチュラルハイ）
- 男2女2で職場の後輩たちと一緒に河原BBQに行く予定が、前日ドタキャンされて、バイトの女の子と二人で行くことに 一度やったら火がつきすぎちゃって、朝まで延長お泊り・夜這い・すっぴんめちゃくちゃ中出ししまくった。 川遊びしてびしょびしょになって、休憩で入った郊外のラブホでSEX 優梨まいな（2月20日、本中）
- 【個撮】 フェラなら撮らしてくれた! 7 あ～んぐり口内射精 9人（2月20日、HALENTINO/妄想族）
- 俺専用ブルメイド ブルマを穿いた家政婦のご奉仕生活（2月22日、フェチ眼）
- あの、プロ野球中継カメラに抜かれまくるガチ日●ハ●ファン美少女と再会! ナイター始まる前にSEX、観戦後にも延長中出しSEX!（3月5日、ナンパJAPAN）
- 人妻ナンパ中出しイカセ 42 池袋編（3月8日、ホットエンターテイメント）
- 安アパートに住むシングルファーザーの僕を何かと面倒みてくれる世話焼きママ友が隣のカップルの喘ぎ声に触発されて…（3月20日、DANDY）
- 指名したNO.1ピンサロ嬢は僕のパワハラ上司!? 新卒チ〇ポに所構わず中出し指導され快楽堕ちする教育担当者 優梨まいな（3月26日、ダスッ!）
- モニタリングレイプ 粘着ストーカーに私生活を監視され続けて、女が孕むまでの一部始終。 優梨まいな（4月2日、アタッカーズ）
- エロ系動画配信。マン凸You○ub○r 優梨まいなのレズナンパ（4月9日、ビビアン）
- 完全CFNM 全裸ですけべ椅子に拘束され前後左右上下からの全身3D性感舐めでフル勃起キープさせられ続ける（4月9日、アロマ企画）
- もの凄い性欲! 仕事と子育てでオナニーする暇もないシングルマザーと中出しSEX まいな29歳（4月25日、コスモス映像）
- 【悲報】内緒でデリヘルで働いていた既婚女さん、旦那に指名 & 激詰め鬼生中される動画。（4月25日、SODクリエイト）
- くぱぁま〇ことヒクつくアナルでアナタを勃起させる挑発見せつけオナニー (3)（4月25日、フェチ眼）
- 物件内見にきたカップルの彼氏にあざといピタパン挑発で即ハメ浮気を誘い何度も寝取って中出しさせる小悪魔デカ尻不動産レディ 優梨まいな（5月7日、LUNATICS）
- 嫌～な顔しながらおパンツで挑発してくる女の子（5月23日、フェチ眼）
- 24時間居座り集団中出しレイプ 01 Mさん 28歳（5月28日、ボニータ/妄想族）
- 『キミ…もしかして脚が好きなの?』 女上司たちのパンスト美脚に誘惑され、甘く優しく痴女られた新入社員のボク 沙月恵奈 優梨まいな 二宮もも 伊織ひなの 南見つばさ（6月1日、OFFICE K’S）
- ガチイキクンニリングス実習（6月1日、OFFICE K’S）
- 強性相部屋NTR パワハラ女上司3人に一昼夜犯され続ける… 仕事ができないボクの精子を搾り取る中出し出張 胡桃さくら 美園和花 優梨まいな（6月11日、Million）
- 勝利の美酒と快楽の肴で朝までイッちゃいます? 遠征中の人妻と観戦帰り相部屋NTR 優梨まいな（6月18日、溜池ゴロー）
- 女子大生の姉の女子会で友達が家にお泊りに来た! 全員ビッチで有名な姉の友達が夜な夜な「童貞」だった僕に襲い掛かり、みんなの性奴隷にされてしまいました! 沙月恵奈 優梨まいな 二宮もも 伊織ひなの 南見つばさ（7月1日、OFFICE K’S）
- 三者面談で親バレ厳禁リモコンバイブ恥感（7月1日、OFFICE K’S）
- 中出し孕ませ新婚生活ハーレムSPECIAL 高瀬りな 優梨まいな 柏木こなつ（7月9日、Million）
- 「一瞬だけでイイので挿れさせて下さい!!」「えっ… 私みたいなおばさんが初めてでもいいの…?」 マジ女神!! 悩める童貞くんの願いを優しく受け挿れたらww 相性バツグンすぎちゃって生中出し筆おろしSEXさせてくれた奥様たちSP 2（7月23日、S級素人）
- 羞恥成長記録 BEST OF HISTORY ターゲットYさん（7月25日、ナチュラルハイ）※優梨まいなが仮名出演した作品の総集編。
- サイバー洗NOU 感情も身体も性処理ロボ化された3姉妹の娘たち 優梨まいな 篠宮ねね 藤野つかさ（8月22日、SODクリエイト）
- ヤラせてくれたら購入すると嘘ついて無許可膣奥出し（8月22日、SODクリエイト）
- 「時間止め放題だぜ!」 ボクの家には場所によって時間を自在に止められる神装置が存在! 時間が止まってんなら関係ねえ! 好きなだけ触って舐めて挿れて出して時間を止めて戻して止め放題だぜ～!!（8月27日、Hunter）
- 多少のおさわりなら許してくれる訪問支援ケースワーカーまいなさんは大量シコティッシュも厭わず掃除してくれるし無洗チ○ポも洗ってくれるし半ば無理矢理ごっくんさせた次の日もちゃんと来て僕を立ち直らせてくれる 優梨まいな（9月10日、アリスJAPAN）
- 病院中の男のアナルを犯す天才S痴女ナースがいるM性感クリニック 優梨まいな（9月17日、MEGAMI）
- 不倫した夫と一緒に鑑賞する「フェラ顔ごっくんビデオレター」 優梨まいな（9月26日、YONAKA）
- 白濁液が止まらない! 本気の杭打ちピストンディルドオナニー (2)（10月1日、OFFICE K’S）
- フェラチオのお仕事にやってきた素人娘に予告なしの突然口内発射 7（10月1日、OFFICE K’S）
- レズ解禁 八森わか菜 期間限定のレズカップル生活 ずっと一緒に居ようねと約束したあの日から 八森わか菜 優梨まいな（10月8日、ビビアン）
- ん? 目の錯覚か…違う! たわわな乳がゆっさゆさ 隣に引っ越してきたノーブラノーパン巨乳奥さんが無自覚風な浮き乳首とまんチラで挑発してきた!（10月15日、OPPAI）
- 女子校専科 人間小便器 本当の便器扱い、してあげるからね 加賀美さら 優梨まいな 桐香ゆうり 有加里ののか 千石もなか（10月15日、犬/妄想族）
- 隣の奥様は美尻インストラクター 軟体BODYで大胆誘惑 夢にまで見た神展開で禁断中出し不倫SEX 優梨まいな（10月22日、クリスタル映像）
- 止まらない発情腰ふり!! もの凄いディルドオナニー（10月22日、うさぎ/妄想族）
- ハーレムでヘブン状態!! 視線が気持ち良すぎるセンズリ見せつけ倶楽部 (1)（11月1日、OFFICE K’S）
- 湯船の中で乳首が勃起するまでイジられ続け拒めずレズイキさせられた美乳娘 3（11月7日、ナチュラルハイ）
- 悪戯痴女に監禁快楽を刷り込まれる脳イキ・メスイキ・拘束イキ 優梨まいな（11月12日、M男パラダイス）
- ほら… イっちゃえ♪ 逆痴漢トリオの暇つぶしにされ、言われたタイミングで射精するしかデキなかったスクールカースト最下層のボク 新井リマ 優梨まいな Nia（11月12日、Million）
- 旅館に泊まりに来たママ友たちは全員欲求不満!? 美人妻たちの艶めかしい肉体に欲情した僕は『思い勃って即行動』してみたら、久しぶりのチ●ポに興奮してしまいフェラも挿入もやりたい放題!! セックレスで早漏マ●コの人妻は何度も何度も不倫絶頂!! 水端あさみ 真木今日子 美泉咲 祈山愛 優梨まいな（12月1日、OFFICE K’S）
- 湯の中でリモバイを挿れられ悶絶イキした女に媚リキッドを飲ませ味変レズを楽しむ変態ビアン（11月21日、DANDY）
- 恥じらう素人娘たちの生おっぱいモミまくり!! (6)（12月1日、OFFICE K’S）
- 休日に彼女と。何度もラブラブセックス。優梨まいな（12月3日、S-Cute）※配信作品「まいな」(scute1476)のDVD版。
- ぴちぴち制服ヤング娘の黒タイツハーレム学園 ムチスベタイツ脚に挟撃ロックされ身動き出来ずに射精させられる僕。 Nia 姫川かのん 優梨まいな 天馬ゆい（12月3日、MOODYZ）
- 巨乳感じるレズエクスタシー（12月3日、ゑびすさん/妄想族）
- 人妻ナンパ中出しイカセ 8時間 SUPER DX 11（12月13日、ホットエンターテイメント）
- 毎週火曜日にレズられる習慣から抜け出せない… クロスの中で失禁するまでイカせる美容師ビアンに堕ちた敏感娘（12月26日、ナチュラルハイ）

- よつんばいフェラチオ（1月1日、OFFICE K’S）
- 素人娘 初めてのオナホコキ (2)（1月1日、OFFICE K’S）
- ブリブリガンギマリDJ媚薬ハブ酒オーバードーズキメセク SEASON5 優梨まいな（1月7日、バビロン/妄想族）
- パーソナルジムで美尻トレーニングに励む人妻のプリプリのデカ尻に大量中出し! 優梨まいな（1月7日、ミセスの素顔/エマニエル）
- 派遣マッサージ師にきわどい秘部を触られすぎて、快楽に耐え切れず寝取られました。 優梨まいな（1月28日、ダスッ!）
- えっ!! こんな場所で!? 素人娘のドキドキこっそりフェラチオ (3)（2月1日、OFFICE K’S）
- 残業中、2人きりの社内で会社一美人な新卒デカ尻後輩の無防備パンチラに我慢できずパンティ擦りつけぶっかけ射精! 戸惑った隙にズボっとどさくさ挿入し問答無用デカち○ぽピストンで連射中出ししまくった。 優梨まいな（2月4日、LUNATICS）
- お触りNGなのにデカチン見ると裏オプ生ハメさせる連続おかわり中出し妊活人妻メンエス（2月4日、変態紳士倶楽部）
- ゴム手袋図鑑 03 ・フェラ・手コキ・素人女子10名（2月7日、ワープエンタテインメント）
- 18禁 11 (HONB-417)（2月12日、MERCURY）
- 街ノーブラ 羞恥発情でおま●こズブ濡れノーブラフルコース ナマ乳より布越し乳がイイ脱がないノーブラ映像がいっぱい（2月18日、OPPAI）
- 『お願い! 今日は中に出して!』 欲求不満妻が旦那がいない60分に思いを懸けた情熱的不倫FUCK（2月25日、Hunter）
- ホロ酔いスレンダーコスプレセックス まいな（2月27日、MERCURY）
- エグいほどドスケベW愛人と奪い合い中出し温泉の旅 優梨まいな 美泉咲（2月28日、h.m.p）
- 交際2週間目の彼女は、即尺型で即ハメ型。まるで同棲しているかのように入り浸り、休む間も無く求められる無類のチ●ポ好き。優梨まいな（3月11日、Million）
- 薄い布越し素股で挿入を避けられない…本物人妻のみ在籍する裏オプ不可避 Tバックデリヘル（3月11日、BAZOOKA）
- 妻が隣に居るのに…エステティシャンに中出し搾り取られても拒めない夫（3月11日、椿鳳院）
- 新感覚羞恥快楽ゲーム! 黒パンスト美脚CA限定 特殊固定リモコンロータ足コキ相互イカセチャレンジ 先にイカセられたら100万円! リモローの快感に耐える航空会社女子は絶倫デカチン生ハメ中出ししてしまうのか!?（3月18日、はじめ企画）
- ダメなボクに甘イキ淫語で中出しまでさせてくれる、となりの優しい人妻。 優梨まいな（3月21日、プレステージ）
- お姉さんの巨尻が猥褻過ぎて秒殺で悩殺!! 優梨まいな（4月1日、MARRION）
- 女優ハメ撮り 優梨まいな（4月1日、中嶋興業）
- デリヘルを呼んだら、なぜか潜入捜査官ごっこの嬢たちがやってきて、捜査官シチュに付き合ったら、裏OP尋問でずっぽし抜かれまくった。 葵百合香 真木今日子 優梨まいな（4月8日、Hunter）
- フェラ活ごっくん温泉 優梨まいな（4月15日、かぐや姫Pt/妄想族）
- 頭がおかしい男の動画 とにかくクソかわいい女たち編（4月15日、ティーチャー/妄想族）
- 7日後に犯○れる職場の○○さん ～スーツOLが社内ストーカーに肉便器に堕とされるまでの1週間にわたる射精記録～（5月6日、下半身タイガース/妄想族）
- 素人娘のびちゃびちゃ染みパンツオナニー!!（5月6日、うさぎ/妄想族）
- イキたいのにイカせてもらえない小悪魔W痴女の寸止め射精管理 胡桃さくら 優梨まいな（5月13日、AVS collector’s）
- 性玩変態女達 2（5月13日、中嶋興業）
- ネムラセリーク動画 01 ～働く女編～（5月16日、DOC）
- 巨乳、巨尻、豊満ボディで綺麗すぎる人妻出張マッサージ嬢をデカチンで寝取る話（5月20日、日本橋映像EX/エマニエル）
- 素人なのにディルドオナニーで激しく感じちゃう一般人娘 16（5月20日、かぐや姫Pt/妄想族）
- 初対面 即ハメ中出し変態フェチサークル 出逢えば出逢うほど性癖が広がっていく世界 優梨まいな（5月27日、マッシュルーム/妄想族）
- ミラーディルドオナニー（5月27日、SEX Agent/妄想族）
- 踏まれて喜ぶマゾ豚ちゃん（5月27日、SEX Agent/妄想族）
- 優梨まいなの凄テクを我慢できれば生★中出しSEX!（6月3日、ワンズファクトリー）[16]
- フェラまで辿り着かない!! 派遣型ピンサロ嬢の猛烈パイズリ 暴発ザーメンも未練もタラタラなお客様にお詫びの生ハメを許しちゃう中出し裏オプ（6月10日、BAZOOKA）
- ご褒美がすぎる!? 優梨まいなのやりすぎ神ファンサ!（6月20日、プラネットプラス/七狗留）
- 泥酔女子 自宅持ち帰り ハンパ無い白目アヘ顔イキ潮（6月24日、SCOOP）
- 高級車に乗る自慢のデカチン男性とパパ活お泊まりSEXデート3 優梨まいな（7月8日、セレブの友）
- 通行人は二度見する! ドラマの主人公のような不意打ち路上キスで火がついたホロ酔い人妻上司は浮気欲が止まらない（7月10日、DANDY）
- 日本各地の温泉で見つけた素人女子大生の皆さん タオル一枚で男湯入ってみませんか? さっきまで普通に旅行していた15名の一般旅行客 全員生中出しセックス豪華3時間SP（7月11日、赤面女子）
- 汗だくで寝ていたお義母さんが色っぽくて思わず襲ってしまった僕 優梨まいな（7月15日、KSB企画/エマニエル）
- いつも自分勝手に漫画を読みに部屋に入り浸って来てて僕の事を雑魚キャラ認定で男として見てなかったくせに… ギャル友が僕のデカ〇ンに興味津々（7月22日、SCOOP）
- エロプリチャレンジ プリクラの中でこっそりエッチな写真撮ってきて!（7月24日、SHIGEKI）
- 企業が社を挙げて挑む‘イキ我慢コマーシャル’「最強無反応OLは誰だ!?」 エリート女子社員無念の漏らしイキ完全版（8月7日、SHIGEKI）
- 素人娘の全裸アナルヒクヒクオナニー（8月19日、かぐや姫Pt/妄想族）
- 昼下がりの人妻自宅エステサロン。夫の留守宅で近所の殿方をオイルマッサージしてると勃起が全然おさまってくれない絶倫チ●ポ! 「夫や近所の人には絶対内緒ですよ」 こっそりハメちゃいお漏らしが止まりません（8月21日、SWITCH）

### アダルトVR
- ハズレ無し風俗店 面接編（11月24日、CASANOVA）
- ハズレ無し風俗店（12月8日、CASANOVA）
- 性春120%のシェアハウス物語! 可愛すぎる住人たちとHな中出し共同性活! 河南実里 優梨まいな（12月31日、BAZOOKA）
- 「ねぇ起きてる…?」 意中の同僚を逆夜這い!真面目そうに見える巨乳メガネ娘がSEXを我慢できない理由（12月31日、KMPVR）

- 僕だけの巨乳ペット（1月12日、WAAPグループ VR）
- 制服美少女と性交 VR（3月30日、ドリームチケット）
- 高画質 優梨まいな 妹が目の前で元カレに無理矢理ヤラれて、そのままボクのも挿入してくれた!（10月17日、MAX-A）
- ※全裸での視聴推奨 むにむに肉感ボディに包まれるぬるぬる超密着4輪車ソープ体験（10月17日、kawaii*）共演：八乃つばさ、持田栞里、高杉麻里
- 【長尺145分】もう一度アナタに青春を! ドキドキ修学旅行VR 生着替え＆女子風呂を覗き見※しかもバレてお仕置きされちゃった! 女子部屋に呼び出されて人生初告白体験! こっそりSEXを試みるも仲間にバレて思い出作りの大乱交しちゃった1泊2日（11月1日、kawaii*）共演：神宮寺ナオ、八乃つばさ、倉木しおり、枢木あおい、桃尻かのん、高杉麻里、持田栞里

- 高画質 優梨まいな 仕事中に突然机の下から新入社員が…積極的に誘って来たので社内中出し!（3月20日、MAX-A）
- お背中お流ししましょうか? スケスケ衣装の夢の温泉コンパニオン! しかもあなたが超絶タイプでした!（4月13日、4KVR）
- エッチなことに興味津々! ロリロリ娘たちのおチ○ポ体験（4月26日、CASANOVA）
- HQ高画質対応 ナンパした女を連れ込み言葉巧みにVRで撮影。個人的に楽しむなんて嘘に決まってるwww VRハメ撮り師な俺が撮った映像放出 スペシャル（5月10日、CASANOVA）
- 尻パブVR 尻フェチのための風俗店OPEN! 桐山結羽 御坂りあ 優梨まいな（5月31日、SODクリエイト）
- フェラ舌VR 美しい口元から伸びるエロ舌がチ○コにイヤラしく絡みつく（6月14日、SODクリエイト）
- 激アツ激安の手コキオナクラ専門店で超プレミアムガールにまで上り詰めた神対応まいなちゃんのご奉仕裏オプション!!（6月20日、KMPVR-bibi-）
- すっごい射精管理。ご奉仕痴女と連続’奥’射精!!（6月21日、KMPVR）
- お互いにおしっこがかかる距離で 密着 連れションVR（7月25日、SODクリエイト）
- 校内No.1の優等生に射精管理をされ続けるVR（7月26日、KMPVR）
- お尻を近くで見続けるVR 2（8月10日、KMPVR）
- 高度1万m上空で近親相姦VR 初めての海外留学で不安な弟を励ますためCAの巨乳姉が勤務中におっぱい舐めさせ、乳首いじり、中出しSEX（8月23日、ナチュラルハイVR）
- 巨乳を揉んで楽しむVR（9月14日、KMPVR）
- 【赤ちゃんプレイ風俗体験VR】母性溢れる制服姿のデカ乳ママがボクに優しくキス/おっぱい揉み/授乳手コキ/フェラ/パイズリ! 大きくて元気なおちんちん見て騎乗位生挿入! ママのおま○こにおち○ぽミルク大量発射!（11月1日、V&R PRODUCE）
- 目の前に広がるランジェリーナ! ぷにぷにモリマン むちむちTバック もみもみブラジャー ぷりぷり美尻 ほぼノーモザイクVR（11月13日、ROOKIE）
- 「お兄ちゃん大好きだよ…」 1人暮らしの僕の家にやってきた妹が衝撃カミングアウト! 拒む兄をよそに汗ばむカラダを全身リップ/ベロキス/耳舐め/精子ごっくん! 隅々まで体液舐め上げ密着騎乗位生挿入! 僕の肌の温もりを感じながら何度も絶頂! 強制生中出し! 優梨まいな（11月22日、V&R PRODUCE）
- 目の前でお尻をじっくり観察! アナルを開いたり閉じたりパクパクしたりガッツリ丸見えVR（11月29日、ROOKIE VR）
- めちゃ肌キレイで色白ムチムチ乳首薄ピンク彼女との密着乳揉みと即抜きフェラとグラインド対面座位と目の前オッパイ騎乗位と超接近モザ無しアナルと奥突きおねだりバックと超・覆いかぶさり正常位で計5発（12月25日、アリスJAPAN）

- 女同士のガチ喧嘩 レズキャットファイトVR 星あめり 優梨まいな（2月7日、ビビアン）
- まいな女王様の調教部屋（3月18日、サロメ・プロローグ）
- 償いVR（6月25日、ながえSTYLE VR）
- あなたは新人AD! 撮影中にメイクさんから「内緒だよ! 抜いてあげようか?」女優さんに「してみない?」と誘惑されるVR 美咲かんな 優梨まいな（8月27日、4K VR）
- あなたは新人AD! 撮影終了後、女優さんに飲みに誘われたらそりゃ行くでしょ! しかもそれがハプニングバーでもうヤレる気しかしない!! 美咲かんな 優梨まいな（8月27日、4K VR）
- パンティ越しでもわかるほどぷっくり勃起したクリトリスをこねくり回すVR ～幼馴染のガン勃起陰茎をグリグリ素股、そのままヌルっと入って生中出し編（12月4日、エロタイムVR）
- 四性鬼神 ～神に選ばれしもの～ 優梨まいな 八乃つばさ 稲場るか 羽生アリサ（12月25日、KMPVR-彩-）

- スカートの中に潜りたい（1月8日、1113工房VR）
- 彼女の妹と内緒で孕ませ温泉旅行（1月17日、KMPVR-bibi-）
- いとこの巨乳姉ちゃんマジ神。ボクの20歳の誕生日プレゼントは筆おろし 「これが最後のコンドーム。でもまだシたかったら生で入れてもいいよ♡」（1月21日、ファンタジスタVR）
- S級総勢16名の超フェチ図鑑! 持ってけ総勢16人百科事典! vol.2 宮沢ちはる 辻井ほのか 弥生はづき 逢見リカ 夏原唯 優梨まいか 真宮あや 他超かわいい素人たちも大量放出!!（3月25日、VR総研9課）
- GO TO 温泉! お背中お流ししましょうか? 美女と温泉貸し切りしっぽり中出し 高画質60fpsスペシャル!（3月26日、ドクジーピクチャーズ）
- 女子○生フェチ図鑑VR 優梨まいな（7月11日、VR総研9課）
- 涙ぐむほど… ほじくられる。口唇の隅々までアヘらせる口腔調教club（7月12日、KMPVR-彩-）
- 「奥さんよりも私の方がエッチですよ」告白を断った教え子が強硬手段で校内‘誘惑’露出! 妊活中の妻を裏切る禁断の2連続中出し 優梨まいな（11月12日、ナチュラルハイ）

- 黒パンスト足顔騎VR（1月12日、KMPVR）
- 女子校生顔騎JOI（1月13日、KMPVR）
- JOIされながら私のオナニー見たいんでしょ?（7月29日、KMPVR）
- TSF女体化で絶頂イキしてみませんか?（11月18日、KMPVR）

- 甘イキ手コキ 早漏なのに絶対に否定されない。男の全てを褒めながら連続射精させる陰キャに優しいカノジョと超貧弱なボク。優梨まいな（4月25日、KMPVR-彩-）
- 座位特化 ボクを離したくない義姉の密着ホールド性交 優梨まいな（5月19日、KMPVR）
- 《領域展開 / 地面特化 × 天井特化》 究極3P密着サンドイッチセックス。入社後、初出張でまさかの相部屋!? 巨乳女上司2人に逆持ち帰りされ朝になるまで連続射精セクハラされた夜 優梨まいな × 流川莉央（6月5日、SODクリエイト）
- 【ゴム有専門店】のソープランドで笑顔・凄テク・献身ご奉仕で脳内トロットロになるまでご奉仕してくれる美巨乳泡姫に【こっそりゴムを外して無許可で大量中出し!】妊娠しちゃうと焦っても生ち○ぽでガン突きされたら痙攣アクメ連発で敏感桃色縦筋マ○コに口内射精・狭射・中出し3発射 優梨まいな（6月11日、こあらVR）
- 【お触り禁止! 本番NG!】 出張メンズエステでスレンダー美巨乳エステ嬢が媚薬で理性崩壊・淫乱覚醒! 脳内バグるほどガンギマリで快楽求めて腰を振る性欲モンスター豹変した早漏痙攣ま○こに好き勝手射精しまくった【ごっくん・挟射・中出し4発射・顔射】超キメセク 優梨まいな（6月29日、こあらVR）
- SEX ROOM ～次々と湧いてくる10人の美女と同時子作り脱出計画～（9月11日、HMN WORKS）
- 効果バツグンの絶倫おねだり性交 家賃をゴムえっちで支払う性純ビッチにDNAが記憶するほどイカされたボク 優梨まいな（10月23日、KMPVR）
- 攻撃的うまのり風俗 上から目線で抜きまくるタメ口おっぱい制服ヘルス 優梨まいな（11月25日、KMPVR-bibi-）
- M男リピーターが絶えないド痴女デンタルクリニック罵倒診察! 唾液処方! ゴム手袋手コキ! 雑魚チンポ治療で全て解決!（12月15日、AQUA）

- 母性あふれる赤ちゃん言葉 & 全肯定褒め淫語ささやきASMRで僕を元気100倍にしてくれて授乳手コキ＆密着励ましSEXでストレスフリーに回復させてくれる癒やし度MAX甘々ヒーリングVR 優梨まいな（1月31日、アリスJAPAN）
- 「ヤレそう…」貞操観念の低い教え子ギャルの赤点を帳消しにする代わりに、ラブホで発育途上のぴちぴちな肉体を貪り制服セックスに興奮しバカみたいに中出ししまくった僕は教師失格です…。 優梨まいな 蘭々（2月9日、kawaii*）
- 「私のこと、もう2度と忘れられなくしてあげる」屈辱の全身マーキングと徹底的な射精管理で逆レ×プ。重く深くボクを愛する束縛メンヘラ痴女。 優梨まいな（2月19日、SODクリエイト）
- これぞ8K! 顔面特化アングルVR ～10年ぶりに再会した幼馴染と ’’ガチ恋距離’’ で初SEX～ 優梨まいな（2月22日、KMPVR）
- ノーブラで部屋をうろうろする姉の乳を無意識に触ってしまった 優梨まいな（2月23日、AQUA）
- 天井特化アングルVR ～AV脳を改めよ! 優梨まいなが教える本当に気持ち良いセックスの方法～（3月7日、KMPVR）
- ほんとにオタクに優しいギャルは存在したんだ! クラスメイトのおしりと騎乗位がスゴすぎて… 優梨まいな（3月22日、KMPVR）
- 「検査なんでピュッピュッ射精しちゃってくださいね♪」 強性ザーメン検査!! 何度も何度もおち●ぽ逆夜這いチェック 優梨まいな（4月12日、KMPVR）
- 【女汗・女唾・女潮・女尿】小悪魔アイドルの女汁直浴びVR ライブ後のムレムレな体液を全身で処理させられるボク 月乃ルナ 優梨まいな 桜木美音（4月22日、SODクリエイト）
- 舐めてあげるから、たくさんオナニーして欲しいな♡（5月18日、KMPVR）
- 操り同窓会 エロい巨乳になっていた元いじめっ子たちを中出し肉便器にしてやったw 優梨まいな さつき芽衣 逢月ひまり 花柳杏奈（6月7日、ナチュラルハイ）
- 超ハーレム ヤリマン総合病院治療必須の僕に襲いかかる24時間たらい回しの30発射 ～夢か現実か風俗か病院かはたまた天国か～ 美園和花 尾崎えりか 有岡みう 優梨まいな（6月10日、KMPVR-彩-）
- シコり過ぎで遅刻しがちなボクを毎朝起こし、抜いてくれる幼馴染のJ系 寝起きに繰り返される暗示の言葉で彼女でしか射精できなくなった囁き射精管理 優梨まいな（9月10日、KMPVR-彩-）
- とある日の午後… ボクは姉の友人にキスで心を奪われた 優梨まいな（10月26日、CRYSTAL VR）
- 夢のピンサロ10回転コース 9人のピンサロ嬢と入れ替わりノンストップ10回転 この中で中出しできる女の子は誰だ!? ピンサロインフルエンサー300回さん監修 花びら10回転実話を再現 松本いちか 優梨まいな 如月ゆの 宮沢ちはる 天野花乃 音羽美鈴 幾田まち 紫月ゆかり 真白みのり（12月8日、本中）

- 亀頭も竿もぬッちゅぬッちゅ細指をチ○ポに絡みつかせて密着耳舐め & 乳首舐めで何度も射精と勃起を繰り返してしまう僕のイキ顔を愉しむ甘サドオナクラ嬢 優梨まいな（2月28日、アリスJAPAN）
- 「マジでクズ彼氏だね?」 彼女が間近にいるのに股間周りのオイルマッサージで勃起したチ○ポを発見され… 見下しバカにされまくる密着囁き罵倒NTRエステ 優梨まいな（3月13日、SODクリエイト）
- お風呂上がりのすっぴん美女とイチャイチャ（3月21日、AQUA）
- 強盗に入った僕は逆に拘束されて何度も犯され続けた… 優梨まいな（3月28日、AQUA）
- ダブル乳首舐め手コキの天才カウントダウン射精するまで乳首もチ○ポもお留守にしないチュパシコ特化型VR + 常に左右からサンドイッチされる完全密着ハーレム添い寝アングル（3月31日、アリスJAPAN）
- 被・集団性的いじめ（4月21日、SODクリエイト）
- これが日本一エロい鬼退治! 弱ってる男が大好きな悪戯好きな鬼 優梨まいな（4月21日、KMPVR-彩-）
- 優等生をフェラ沼に沈める魅惑の舌先 僕のチ〇ポを焦らして焦らして舐め嬲る保健室の先生 優梨まいな（4月26日、KMPVR-彩-）
- 射精裁判 ―痴女三曹に物的証拠として男性器及び中出しを要求される裁判―（5月26日、SODクリエイト）
- パンストに包まれたむっちり下半身で僕を犯して下さい。 優梨まいな（6月6日、AQUA）
- 週に一度の密着キス不倫 旦那に内緒でボクに会いに来る人妻は愛を囁きながら、片時も離れないゼロ距離密着で全身をベロチュウ愛撫する 優梨まいな（7月6日、KMPVR-彩-）
- -ハッピーばぶみランド- ここは現実か…? 都内某所に存在するひたすらに甘え射精ができるオトナの保育園まいな先生 優梨まいな（7月27日、KMPVR）

### アダルト動画配信
- まいな (orec033)（11月11日、俺の素人）
- まいなちゃん（12月15日、ゲリラ）

- まいな (ore263)（1月12日、俺の素人）
- まいな（1月31日、パコッター）
- まいな（2月2日、High SCENE）
- 私立パコパコ女子大学 女子大生とトラックテントで即ハメ旅 Report.034 まいなちゃん 22歳 女子大生 (学部:内緒 4年生)（2月3日、PRESTIGE PREMIUM）
- めい（2月4日、Dutch Wife ～清楚系妻との肉欲性交録～）
- めい (osh180)（2月7日、応募即撮りH系）
- まいな 2（2月13日、パコッター）
- ゆい（2月16日、童貞くん大好きっ!）
- まいなちゃん (oretd190)（2月16日、俺の素人）
- まいなちゃん (oretd201)（2月23日、俺の素人）
- めい 2 (osh181)（3月10日、応募即撮りH系）
- めい（3月11日、ビニ本本舗）
- めい 2（4月8日、Dutch Wife ～清楚系妻との肉欲性交録～）
- めい 2（4月15日、ビニ本本舗）
- まいな（4月20日、人妻空蝉橋）
- まいな（4月27日、S-Cute）
- まいなさん (oretd245)（4月27日、俺の素人）
- まいさん (oretd269)（5月28日、俺の素人）
- 山田さん (oretd284)（6月18日、俺の素人）
- まいな 2（7月18日、S-Cute）
- 椎名果歩（8月26日、舞ワイフ）
- まいな 3（9月17日、S-Cute）
- 優梨（10月26日、俺の素人）

- まいな (ore457)（1月8日、俺の素人）
- まき (sirotd103)（3月15日、素人道）
- ゆうき（3月17日、エチケット）
- 優梨様（5月17日、E★レズDX）
- ゆうきちゃん（5月31日、TE●NS）
- みか（6月30日、黒船提督）
- まいな（7月19日、黒船提督）
- まいな (orec408)（8月11日、俺の素人）
- まいな（8月14日、鉄人2号さん）
- ゆな（8月24日、ハメドリネットワークSecondEdition）
- さとみちゃん（9月2日、エチケット）
- ゆな 2（9月7日、ハメドリネットワークSecondEdition）
- まいな (orec414)（9月10日、俺の素人）
- まいな (ore574)（9月10日、俺の素人）
- かおる（10月18日、素人道）
- まいな 2（10月19日、鉄人2号さん）

- まいな（1月26日、ゲリラ）
- みな（2月27日、SODナンパ素人）
- 【個撮 × Gカップレイヤー】 ホテル撮影でバイブで悪戯したら大量潮吹き! ツンデレコスプレイヤーは絶対服●のいいなりメスに大変身ｗｗ 極太ち〇ぽに快楽堕ちで痙攣が止まらない! のの・まちずも（3月22日、黒船）
- Yさん (ore663)（5月19日、俺の素人）
- まいな (orec568)（7月31日、俺の素人）
- マイナ嬢（8月13日、ゲリラ）
- マイナ（12月7日、俺の素人）
- 舞奈さん（12月11日、人妻空蝉橋）
- まいな（12月16日、P-WIFE）
- ゆうり（12月20日、アイドリ）
- 高梨舞（12月26日、恋する花嫁）

- まいな 2（2月9日、P-WIFE）
- Mさん (gerk360)（3月11日、ゲリラ）
- まいな（5月21日、シロウト急便）
- うみねこちゃん（5月21日、SNSの闇by2TNOZ）
- うみねこちゃん 2（5月28日、SNSの闇by2TNOZ）
- 寝取らせぇぇぇee（そうだ! 今からお前ん家でSEXしない?）#09 まいな 23歳 薬剤師（7月10日、PRESTIGE PREMIUM）
- パパ活成敗 三十人目 まいな 22歳 Gカップ美巨乳パパ活女子!! 塩対応からの潮対応!! ピンク乳首ふるわせ揺れる激ピストン2連続NN!!（8月15日、PRESTIGE PREMIUM）
- ラブホドキュメンタリー休憩2時間 媚薬SP ゆ～り 22歳 媚薬体当たりレビューする巨乳●ューバー!! 配信そっちのけでキメセクでヨガリまくる生キメセク!!（9月11日、PRESTIGE PREMIUM）
- ゆうか（9月13日、素人おまん娘）
- まいなさん (orex287)（9月21日、俺の素人）
- まい（10月1日、ハメドリネットワークSecondEdition）
- 球場に舞い降りたユルふわ爆乳天使! 柔らか～い乳房で包み込む極上パイズリに乳射連発! オイルに泡風呂どエロLv.MAXの激エロボディに暴発不可避! 止まらん潮噴射! 超大量スプラッシュSEX! かわいいお顔が白濁まみれ顔射→お掃除フェラ! 【エロフラグ、ギン立ちしました! #005 ユイ（10月8日、素人CLOVER）
- まいな 2（11月4日、おっぱいちゃん）
- まいな（11月11日、おっぱいちゃん）
- まい（11月13日、P-WIFE）
- 陽キャ美女 -限定ハメ撮り-（12月22日、インディ）

- プルン乳ちゃん（10月2日、ION 乳屋ばぞ～ん）
- りこ（11月21日、ハメドリネットワークSecondEdition）

- MAINA（1月7日、A子さん）
- セフレ M (仮)（2月16日、俺の素人）
- 【Eカップ豪快潮吹き! 場外ホームラン!!】結婚2年目のすれ違い人妻が性欲発散バッティング! バットもチ●コもお任せあれ! エロすぎグラインド騎乗位は暴発注意! 「お酒よりも美味しい♪」 フェラ抜きごっくん! お泊り確定の連続中出しプレイボールwww【エロのお世話してみましたNO.3】（3月26日、DOC）※ゆう 28歳 広告代理店営業名義[17]
- 【仕事終わりのOL、乱れる。】デカ乳輪のエロ乳OLがリモート会議で下半身露出商談開始! 絶頂痙攣オナニーを見せつけるすけべ痴女! 仕事を終えたらタイツを破ってむしゃぶりクンニ! 着崩しスーツ姿で喉奥までぐっぽりフェラ! 中に出しても潮を吹いても終わらない絶頂タイム!「頭ん中真っ白になるくらい気持ちよかった♪」仕事終わりのリフレッシュセックス♪【PornGirl.14】maina 24歳 Porn Girl&丸の内OL（4月2日、街角シロウトナンパ）
- 見た目めっちゃ清楚系な美人なのに裏垢では凄テクフェラ動画を投稿しちゃう隠れビッチ姿にギャップ萌え! モデル級スレンダーボディに美乳ピンク乳首で文句なしの100点満点! こんな完璧スタイル女子とSEXしたら中出し必至&顔面ぶっかけするに決まってるだろっ!【#イ◯スタ#P活#ビッチ】（4月14日、素人CLOVER）
- まい（6月4日、しろうとじゃっぷ）
- まりな (instc462)（7月14日、いんすた）
- 【衝撃的尊さ! 理想を超えるレンタル彼女の最高峰】予約困難な激レアカノジョと幸せ満載プールデート! ひたすら愛くるしい仕草に胸キュン必至ガチ恋不可避♪ デート終了と思いきや甘ラブ恋人SEXコースへ突入!? 透明感ハンパない美体は感度も一級! 密かに想っていた既婚者男にイカされまくり夢見心地で好き好き連呼♪♪♪ 溢れるほどの大量中出し→水着姿でおかわりラブハメ開幕!! 夢の一夜は終わらないッ!!!【あまちゅあハメREC＃まーなん＃レンタル彼女】（9月19日、MOON FORCE）
- 【GOD級スタイル施術師「まいな」と裏オプSEX】 泡●体で限りなく密着してマッサージをしてくれる人気メンズエステに入店。執拗に鼠径部を刺激してくるもんだからフル勃起してしまい、見かねた施術師がそのまま手コキでご奉仕!! 大量射精とお掃除フェラで終わりと思いきや、なんとそのままナマ挿入!! 我を忘れてSEXに没頭する2人を止めるには、中出し以外に選択肢はなかったようです。（9月29日、ドキュメントdeハメハメ）
- 新人Fカップちゃん（10月8日、浮遊僧）
- MAINA (smus028)（10月23日、素人ムクムク-塩-）
- まりな & みさき（11月5日、素人熟女図鑑）
- ゆかり & まいな（11月14日、いんすた）
- マイナ (instc507)（11月26日、いんすた）
- 糸井麻衣奈 (mywife631)（12月9日、舞ワイフ）
- 【奇跡の2人! 特上SSS級ギャルが社長をオとすため神エロ接待!】 エロ動画しかあげない激ヤバT☆kT●ker2人と神テク満載ハーレムSEX! ハーレム 乱交 1VS1 なんでもあり大狂宴! たわわ巨乳が4つでご奉仕! ヌルヌル極楽パイズリ! 杭打ちエビ反り快感ピストン! 暴発しまくり限界7射精SEX!【なまハメT☆kTok】【のん & マイ】（12月16日、街角シロウトナンパ）
- 【すけべパイパンハメ撮りガール】 彼氏の友達とハメ撮りしちゃう性悪女!? ホテルに連れ込み徹底●教♪ 手マン・クンニでがっつりマ●コ責め! 思わず潮吹きしちゃうすけべ娘w 美尻にスパンキングで感じちゃう? シカエシにパイパンマ●コに中出し厳重注意!!【シカエシちゃん】【ハメ撮りガール ゆいな】（12月31日、街角シロウトナンパ）

- Yさん (仮)（1月2日、素人ペイペイ）
- 【チ●ポ狂いの淫獣美尻OL】 新企画、初回からとんでもないドエロ女登場ww 理知的なバリキャリ美女は密室になると誰彼構わずヤリたくなるビョーキだった!? 男優の到着が遅れると、スタッフが餌食に､､､ 彼女と2人きりになった男は必ず●●れる! エリートOLドスケベネキの口とマ●コで濃厚3発射!! 【即ヤリゲッチュー】【まいな】（1月3日、街角シロウトナンパ）
- まいなさん（1月5日、素人ムクムク-職-）
- まいな (oreco562)（1月8日、俺の素人-Z-）
- 高●屋会社員Y（1月19日、素人ムクムク-クスリ-）
- まいな（1月27日、素人ムクムク-人妻-）
- 【エロすぎ可愛すぎ潮吹きすぎ】女の子同士でもディーチューしちゃう仲良し美女2人をWチ●コでハメまくり!? 容赦ない手コキフェラにあっさり昇天! 本能全開で突きまくって中出しまくり! 情熱的セックスでイキまくれ!! 【Carnivalナンパ】【あいり まい】（2月4日、街角シロウトナンパ）
- 近親相姦ソープランド 初めての風俗に行って童貞卒業しようとしたらまさかのお姉ちゃんが出てきちゃって気まずい筆下ろし!!（2月6日、SOD素人）
- 【3.1次元】AI美少女アイドル 咲乃ミライ18歳 専属新人デビュー（3月15日、ノースキンズ）※「咲乃ミライ」名義、DVD版は5月9日発売。
- サバサバ系! 美乳 & 美尻 ハスキーボイス まいな（3月29日、ゲスヤミ）
- 【野球大好きGカップ】【色白美貌】【飲みSEX!】 終電を失った美人OLと一夜限りSEX!出没! ナン街ック天国 #024 まいちゃん（4月3日、はめちゃん。）
- ゆり（4月4日、裏垢ちゃん）
- 【乱交】Gカップ女子二人が夢の饗宴! 今宵一夜限りの宴! 味わい尽くしましょう。ヤリまくりましょう! 【なの & まいな】（4月5日、ゲスヤミ）
- 【好き好き連呼】Fカップ美乳の美容部員を彼女としてレンタル! 口説き落として本来禁止のエロ行為までヤリまくった一部始終を完全REC!! 着物が似合うおっとりお姉さんが、スイッチ入ると舌をからめてベロキスを求めてくるギャップが超エロい!! 好き好き連呼してF乳揺らしながらイキまくる美女の激狭マ◯コにどっぷり中出し!!! 昼間は清楚系だったのに夜は「専用のおマ◯コにして?」と立候補する超どスケベお姉さんだった件 【レンタル彼女】 まいまい 26歳 美容部員（4月7日、プレステージプレミアム）
- まいちゃん (pak034)（4月10日、パコちゃん。）
- まいやん（5月9日、平成浪漫ポルノ）
- MAINA（6月24日、とりあえずナマで!）
- まいなさん (dht856)（7月11日、BiBiD）
- NAGISA & KOTONE & MAINA（8月4日、いんすた）
- RIMA (anks021)（8月9日、暗黒）
- まいな (instc586)（8月18日、いんすた）
- ゆあ (prgo081)（8月20日、ペロン・ゲリオン）
- 【客演喰いの清楚系ビッチ】劇団員をやっているEカップ美巨乳美少女を水着ナンパ! 激ピストンからの中出し→最後は可愛いお顔にぶっかけフィニッシュ!! 絢香（8月29日、まんまんランド）
- 「彼女よりすごい事シてあげる。」最低週14オナニー(!?)の霊長類最強性欲の痴女が降臨。GALならではのコミュ力と甘い言葉で小悪魔な誘惑をする痴女が彼女持ちの男を逆ナンパ! 禁断の寝取りドキュメント!! 一度二人きりになればもう最後、ち●ぽを手懐け、彼女の存在を忘れ快楽の沼へ陥れる…。未体験の痴女に理性を抑えられなくなる感覚を体験せよ! 【NTRリバース】 ゆきなちゃん 26歳 企業広報(ハウスメーカー)（9月15日、プレステージプレミアム）
- まいな (scute1476)（11月9日、S-Cute）
- 【大人の背徳ランジェリー性交】【色白柔肌】【妊活中の欲求不満妻】久々、男に求められ大発情の奥様。求愛交尾で全身ビックビク悦び喘ぎまくり!! 「待ってそれダメぇ! 夫に穴広がってるのバレちゃいそうッ♪♪♪」本能のまま求めまくる人妻に思う存分出すぞッ!!!! 大量射精で奥様大歓喜♪【人妻ランジェリーナ 8人目 えまさん】（11月28日、Jackson）
- 絢香 (mla194)（11月29日、まんまんランド）
- 精子提供を希望する人妻に夫に代わって孕ませ代行 11【ゆうり】（11月30日、街角シロウトナンパ）
- まいなちゃん (einac005)（12月1日、いんすた）
- マナ (hpt028)（12月11日、素人ホイホイ）
- まいな (dctv011)（12月27日、ドッキングTV）

- 「すきっ///すき…っ///」が止まらないあざとカワイイG乳彼女×彼氏に嫉妬不可避の激甘濃厚いちゃラブSEX【ゆにゃ(カフェ店員)】【美巨乳映え水着】【彼ピも彼チ●ポもだいしゅき♪】【久々えっちで欲求爆発】【中出し2発】（1月1日、MOON FORCE）
- 【電撃復活】幻のAI美少女 咲乃ミライ、再び。【3.1次元】（1月17日、ノースキンズ）※「咲乃ミライ」名義、DVD版は2月6日発売。
- Mさん (orena062)（2月26日、俺の素人）
- 《噂の高リピ率メンエス》▼ビジュ&スタイルHIGHレべ！ガチ恋注意なセラピスト▼隅々までコリほぐす密着施術...///▼過激な個人オプション有▼口淫、パイズリ、ノースキン性交etc. バレたら出禁のご法度性交＃担当/まいな（2月28日、ドキュメントdeハメハメ）
- まいな (hdom006)（3月27日、人妻さん）
- まいな (mblu001)（4月1日、素人めえめえ 青）
- まいな (mgrn001)（4月8日、素人めえめえ 緑）
- まいな (pkpk072)（4月18日、素人プカプカ）
- まいな (mred001)（4月22日、素人めえめえ 赤）
- まい (mfcn006)（5月7日、MOON FORCE LAST NIGHT）
- 美形美女インストラクター・M (ddh322)（5月8日、ドキュメント de ハメハメ）
- 清純 JD (prgo333)（5月13日、ペロン・ゲリオン）
- yurina (tow025)（5月30日、素人ホイホイtower）
- まいな (orena081)（6月2日、俺の素人）
- 【ガチ恋SEXで連続イキ!】あざとモテ美女が積極的すぎる! 中イキが止まらない絶頂体質!【まいな (28)】(docs088)（6月14日、独占ちゃん）
- 脳までとろける激甘淫語が止まらない美巨乳人妻とねっとり濃厚不倫SEX！途中でゴム捨て生チ●ポをIN! からのはじめての中出しで精子もマ●コもぐちゅぐちゅとろっとろ♪ 仲良し旦那のことなど忘れてひたすら喘ぎ叫ぶSEX2連戦\ 【まいな /28歳 / 結婚3年目】（6月23日、MOON FORCE WIFE）
- MAIRI (hhl136)（6月25日、素人ホイホイLOVER）
- まいな (mgsod005)（6月25日、マルチーズ）
- まいな (pwife1138)（7月1日、 P-WIFE）
- まいな (msodn001)（7月9日、マルチー沼）
- 【最強エロカワ保育士】キュートなお顔に大きなおっぱい! ビーチで砂遊びしてるスタイル抜群ビキニ美女ゲット! 母性溢れるご奉仕フェラやふんわりパイズリで至れり尽くせり! 真面目な先生の溜め込んだ性欲が覚醒! 園児には見せられないトロけ顔で何度も絶頂\ 中出し & ごっくん精飲! 【水着っ子ナンパ】【まりん】（7月13日、街角シロウトナンパ）
- まいちゃん (msods004)（7月16日、マルチー鮫）
- まいな (pwife1147)（8月1日、P-WIFE）
- まいなちゃん (gtwy013)（8月8日、パコなまゲートウェ～イ）

### 女性向けアダルトビデオ
- 男と女の一部始終。（2月7日、SILK LABO、上原千明、橘聖人・優梨まいな×向理来、及川大智）
- ガテン男子に抱かれた夜 ―ダメっ旦那がいるのに… 社員寮で絶倫エッチ―（2月8日、GIRL'S CH）
- ブラザー × プリンセス ～男だらけの家で女は私1人～（8月9日、GIRL'S CH）

- not friend 上原千明 優梨まいな（3月23日、SILK LABO）※配信作品
  - オムニバス作品「One’s Daily Life season5 -make memories-」（SILK-135、2023年6月8日発売）に収録されDVD化。
- 快楽堕ちした男の潮吹き イってもイっても手加減なし! 追撃手コキで射精より凄い激イキ快楽地獄へ…長瀬広臣  阿部乃みく 優梨まいな（2020年11月8日、カゲキっch）※配信作品

- 最悪、だけど。西島伊吹 優梨まいな（4月6日、SILK LABO）※配信作品
  - オムニバス作品「出会いは半径3メートル」（SILK-147、2023年12月7日発売）にてDVD化。
- 性感帯をみつけあいっこ♡ 探り合いエッチ 春木圭吾 優梨まいな（5月11日、SILK LABO）※配信作品
- 水遊び、のち。橘聖人 優梨まいな（5月25日、SILK LABO）※配信作品
  - オムニバス作品「ONE NIGHT TOUCH ＃1」（SILK-155、2024年4月11日発売）にてDVD化。

- セキララ 成宮仁 優梨まいな（6月7日、SILK LABO）※配信作品
  - オムニバス作品『ONE NIGHT TOUCH ＃1』（SLLK-155、2024年4月11日発売）にてDVD化。
- 鏡の中は従順 向理来 優梨まいな（6月14日、SILK LABO）※配信作品
  - オムニバス作品「Oh! マイリバティ II」（SILK-156、2024年4月11日発売）にてDVD化。

### イメージビデオ
- Maina 駆けぬけてラブリーベイビー（2017年11月16日、REbcca）
- 詩乃の限界パイコミ宣言 爆乳Fカップ嬲り!!!（2017年12月15日、21th CENTURU FAX）※「神田詩乃」名義
- 僕のおっぱい（2018年1月26日、スパイスビジュアル）※「舞奈友里」名義
- 詩乃のパイコミ宣言2 ドアップFカップ嬲り!!!（2018年2月28日、21th CENTURU FAX）※「神田詩乃」名義
- ヴィーナス・テルメ 優梨まいな 限定版（2019年9月28日、オルスタックソフト販売）
- 湯けむり女ふたり旅 優梨まいな ましろ杏（2020年10月30日、オルスタックソフト販売）
- キミとのプロローグ 優梨まいな（2021年3月23日、Superlative）
- Crazy Love まいな色に染めて 優梨まいな（2024年10月26日、メディアブランド）

### 写真集
- 優梨まいな写真集 MAINA（2021年3月26日、ジーウォーク、撮影：吉場正和）ISBN 978-4-86717-164-6

### ポーズ集
- ぐるっとまわせる! 原寸大おっぱい図鑑3D（2019年2月4日、一迅社　撮影：須崎祐次、監修：安田理央）‐Fカップモデル[18] ISBN 978-4-7580-1631-5

### デジタル写真集
- まるみえHOTEL まいな 1～2（10月22日、QH映像）
- まるみえHOTEL まいな 3～5（10月26日、QH映像）
- まるみえHOTEL まいな 6～8（10月31日、QH映像）

- LOVEPOP デラックス 優梨まいな 001（7月31日、PAD）
- LOVEPOP デラックス 優梨まいな 002（8月21日、PAD）

- Maina 駆けぬけてラブリーベイビー 優梨まいな（1月15日、REbecca）
- デジグラ・デラックス 優梨まいな 001（4月30日、PAD）
- デジグラ・デラックス 優梨まいな 002（5月28日、PAD）
- デジグラ・デラックス 優梨まいな 003（6月11日、PAD）
- FLOWER 優梨まいな vol.01～vol.04（7月19日、ジーウォーク、撮影：吉場正和）

- まるみえHOTEL まいな 9～15（2月9日、QH映像）

- 奇跡 優梨まいな（5月5日、プレステージ出版、撮影：渡辺凌）※【グラビア写真集】と【ヌード写真集】の2種類あり。
- 蜜会 優梨まいな スノーフェアリー（6月12日、プランドール、撮影：合田好宏）
- 蜜会 優梨まいな しなやかに艶やかに（6月12日、プランドール、撮影：合田好宏）

- 絶対的プロレス技ポーズブック 優梨まいな 沙月恵奈（11月22日、プレステージ出版、撮影：潤）※【グラビアポーズ写真集】と【ヌードポーズ写真集】の2種類あり。

- 絶対的スーパーナチュラルポーズブック 優梨まいな（2月28日、プレステージ出版、撮影：潤）

## 製品

### アダルトグッズ
オナホール
- 天使爛漫 優梨まいな- TENSHI RANMAN-（2020年2月29日、ケイ・エム・プロデュース）

## 出演・連載

### 映画
- ヤリ頃女子大生　強がりな乳房 監督:竹洞哲也（2017年11月17日、オーピー映画） - 藤野乃亜 役[19]
- まぶしい情愛　抜かないで… 監督:竹洞哲也（2017年12月8日、オーピー映画） - 藤野乃亜 役[20]
- いつかのナツ 監督:竹洞哲也（2018年8月28日、OP PICTURES） - 藤野乃亜 役[※ 1]
- 未来の足音 監督:竹洞哲也（2018年9月10日、OP PICTURES） - 藤野乃亜 役[※ 2]
- 愛人生活　きみとなら…（2018年8月31日、オーピー映画） - 吉永美穂 役[24]
- 豊満OL 寝取られ人事 監督:関根和美（2018年12月28日、オーピー映画） - 平野千春 役（主演）[25]
- 激イキ奥様　仕組まれた快楽 監督:関根和美（2019年4月12日、オーピー映画） - 出雲沙紀 役（主演）[26]

### テレビ
- LINXカフェ（2018年10月15日、12月2日、エンタ!959）[27][28]
- 吉根ゆりあのMの世界（2020年3月17日、エンタ!959）[29]
- 絶対に感じてはいけないお天気キャスター（2020年9月24日、パラダイステレビ） - 女子アナ[30]
- 240分テレビ・エロは地球を救う2020（2020年12月5日、パラダイステレビ） - 女子アナ[31]
- 女子アナ大新年会!　おとそ気分で××まくりの◇◇まくり!　マ◎◎も濡れてヒ～クヒクッ!（2021年1月28日、パラダイステレビ） - 女子アナ[32]
- 女子アナバレンタイン! あまぁ～いチョコで感じまくりのイキまくり! マ●コも濡れてヒ～クヒクッ!（2021年2月25日、パラダイステレビ） - 女子アナ[33]
- パラダイステレビ女子アナウンサー新人デビューSP（2021年4月22日、パラダイステレビ）[34]
- 女子アナと一緒に「父の日」をお祝い! 父に感謝しつつ乳で感じまくりのイキまくり! マ●コも濡れてヒ〜クヒクッ!（2021年6月24日、パラダイステレビ）[35]
- 女子アナ海の家へようこそ! エッチなサービス満点で感じまくりのイキまくり! マ●コも濡れてヒ～クヒクッ!（2021年7月22日、パラダイステレビ）[36]

### オリジナルビデオ
- ホラーハウス（2021年2月25日、オールインエンタテインメント） - 宮川早紀 役[37]
- ホラーハウス Vol.2（2021年3月25日、オールインエンタテインメント） - 宮川早紀 役

### ウェブテレビ
- バラエティ開拓バラエティ日村が行く（2019年10月30日[38]、AbemaTV）

### ラジオ
- ラジオのアナ〜ラジアナ・深夜3時のヒロイン（2023年6月29日、7月6日、FM NACK5）

### 連載
- デイリースポーツ連載コラム「モザイクの向こう側」（2019年7月1日 -、神戸新聞社）